# Badefols-d'Ans
Badefols-d'Ans è un comune francese di 394 abitanti situato nel dipartimento della Dordogna, nella regione della Nuova Aquitania.

## Società

### Evoluzione demografica
Abitanti censiti